# Steps
Steps är en brittisk popgrupp som bildades den 7 maj 1997 i England, Storbritannien. De fem medlemmarna, Lee Latchford Evans, Claire Richards, Lisa Scott-Lee, Faye Tozer och Ian "H" Watkins, hade alla svarat på samma annons i en musiktidning där man annonserade efter medlemmar till en ny popgrupp, och sedan valts ut bland ett stort antal sökande. 
Steps första singel, "5, 6, 7, 8", släpptes sommaren 1997 och blandade techno med linedance. Singeln blev en mindre hit både i hemlandet England samt internationellt. 
Under hösten 1998 slog Steps igenom rejält i hela världen med deras tredje singel, "One For Sorrow", samt deras efterföljande cover av Bee Gees "Tragedy". "Tragedy" kom att ligga i hela 30 veckor på Storbritanniens lista och säljas i mer än 1 miljon exemplar. Fler hitsinglar följde, som till exempel "Last Thing on My Mind", "Deeper Shade of Blue", "Chain Reaction", "Better Best Forgotten", "Love's Got a Hold on My Heart", "Stomp" och "It's the Way You Make Me Feel". Bandet kom att spela in tre studioalbum och genomförde hela fem världsturnéer mellan 1997 och 2001. 
Annandag jul 2001 meddelades i pressen att Steps hade splittrats efter att Claire Richards och Ian "H" Watkins båda hade beslutat att lämna bandet. Splittringen har i efterhand förklarats med att det hade uppstått stor rivalitet mellan bandmedlemmarna om vem som skulle sjunga huvudstämma på bandets låtar. Claire Richards valdes oftast ut av producenterna till att sjunga huvudstämman, något som ledde till avundsjuka bland de andra medlemmarna och att man till slut inte pratade med varandra inom gruppen. Under åren som följde försökte alla medlemmarna sig på diverse olika solo-projekt, inga av vilka blev speciellt framgångsrika. Faye Tozer och Ian "H" Watkins skaffade sig dessutom parallella karriärer på teater- och musikalscenen i Storbritannien.
2011, tio år efter upplösningen av bandet, beslutade Steps forna skivbolag Sony Entertainment att släppa en ny samlingsplatta med bandet. Innan skivan skulle släppas beslöt sig bandmedlemmarna för att träffas igen för att försöka reda ut alla interna problem och vad det egentligen var som hände vid splittringen tio år tidigare. Hela återföreningen filmades av TV-kanalen Sky living och kom att sändas på engelsk TV i TV-serien Steps Reunion hösten 2011.
Både TV-serien och samlingsskivan blev en stor succé i England och 2012 gav sig bandet ut på en utsåld, landsomfattande turné i  Storbritannien. Den 22 oktober 2012 släppte man singeln "Light Up the World", bandets första nyinspelade material på över 12 år.

## Diskografi
Studioalbum
- 1998 – Step One
- 1999 – Steptacular
- 2000 – Buzz
- 2012 – Light Up The World
- 2017 – Tears on the Dancefloor

Livealbum
- 2012 – Live! 2012
- 2018 – Party on the Dancefloor

Samlingsalbum
- 2001 – Gold: Greatest Hits
- 2002 – The Last Dance
- 2007 – Step One/Steptacular
- 2011 – The Ultimate Collection
- 2012 – The Platinum Collection
- 2015 – 5,6,7,8 : The Collection
- 2016 – The Collection

Singlar (topp 20 på UK Singles Chart)
- 1997 – "5,6,7,8" (#14)
- 1998 – "Last Thing on My Mind" (#6)
- 1998 – "One for Sorrow" (#2)
- 1998 – "Heartbeat" / "Tragedy" (#1)
- 1999 – "Better Best Forgotten" (#2)
- 1999 – "Love's Got a Hold on My Heart" (#2)
- 1999 – "After the Love Has Gone" (#5)
- 1999 – "Say You'll Be Mine" / "Better the Devil You Know" (#4)
- 2000 – "Deeper Shade of Blue" (#4)
- 2000 – "When I Said Goodbye" / "Summer of Love" (#5)
- 2000 – "Stomp" (#1)
- 2001 – "It's the Way You Make Me Feel" (#2)
- 2001 – "Here and Now" / "You'll Be Sorry" (#4)
- 2001 – "Chain Reaction" (#2)
- 2001 – "Words Are Not Enough" / "I Know Him So Well" (#5)